# Vale de Mendiz, Casal de Loivos e Vilarinho de Cotas
Vale de Mendiz, Casal de Loivos e Vilarinho de Cotas (llamada oficialmente União das Freguesias de Vale de Mendiz, Casal de Loivos e Vilarinho de Cotas) es una freguesia portuguesa del municipio de Alijó, distrito de Vila Real.

## Historia
Fue creada el 28 de enero de 2013 en aplicación de una resolución de la Asamblea de la República de Portugal promulgada el 16 de enero de 2013 con la unión de las freguesias de Casal de Loivos, Vale de Mendiz y Vilarinho de Cotas, pasando su sede a estar situada en la antigua freguesia de Vale de Mendiz.

## Demografía
| Gráfica de evolución demográfica de Vale de Mendiz, Casal de Loivos e Vilarinho de Cotas entre 2011 y 2021 |
| |
| Datos según el nomenclátor publicado por el INE portugués.                                                 |